# 索洛涅地区普吕尼耶
索洛涅地区普吕尼耶（法語：Pruniers-en-Sologne，法語發音：[pʁynje ɑ̃ sɔlɔɲ]）是法国卢瓦-谢尔省的一个市镇，位于该省东南部，属于罗莫朗坦-朗特奈区。

## 地理
索洛涅地区普吕尼耶（47°19'22"N, 1°40'16"E）面积43.84 平方千米，位于法国中央-卢瓦尔河谷大区卢瓦-谢尔省，该省份为法国中北部省份，北起厄尔-卢瓦省，东北接卢瓦雷省，东南接谢尔省，南至安德尔省，西南接安德尔-卢瓦尔省，西北接萨尔特省。
与索洛涅地区普吕尼耶接壤的市镇（或旧市镇、城区）包括：比伊、日耶夫尔、索洛涅地区日、克鲁瓦讷河畔拉赛、索洛涅地区米尔、罗莫朗坦-朗特奈、谢尔河畔塞勒、韦兰、谢尔河畔自由城。

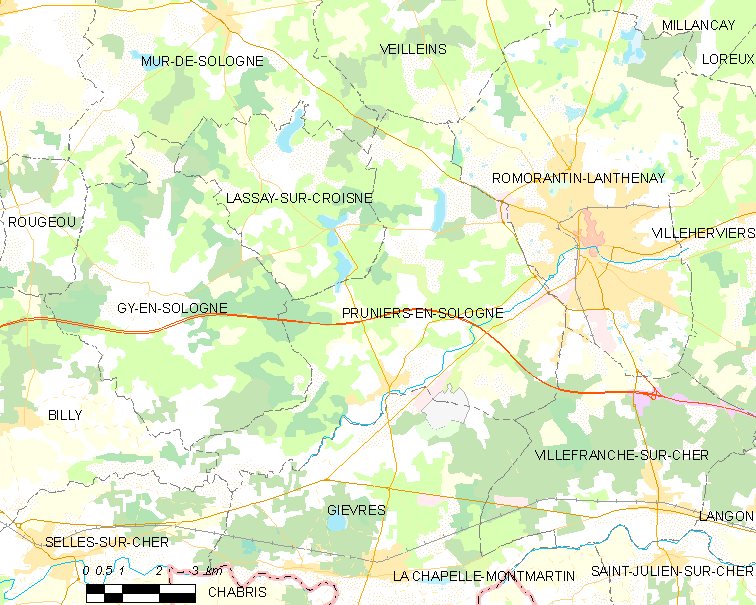
索洛涅地区普吕尼耶的OSM定位图

索洛涅地区普吕尼耶的时区为UTC+01:00、UTC+02:00（夏令时）。

## 行政
索洛涅地区普吕尼耶的邮政编码为41200，INSEE市镇编码为41185。

## 政治
索洛涅地区普吕尼耶所属的省级选区为谢尔河畔塞勒县。

## 人口

1962-2008年间索洛涅地区普吕尼耶人口变化图示

索洛涅地区普吕尼耶于2022年1月1日时的人口数量为2281人。